# Rahmonqul Qurbonov
Rahmonqul Qurbonovich Qurbonov (ros. Рахманку́л Курба́нович Курба́нов, ur. 25 lipca 1912 w Qorabogʻu w Emiracie Buchary, zm. 9 czerwca 2012) – radziecki i uzbecki polityk, premier Uzbeckiej SRR w latach 1961-1971.

## Życiorys
Od lipca 1926 sekretarz sielsowietu, 1928-1931 uczył się w podtechnikum w Karszy, później był nauczycielem i inspektorem rejonowym. 1932-1933 sekretarz rejonowego komitetu Komsomołu, 1933-1937 studiował w Bucharskim Instytucie Pedagogicznym, później pracował w instytucjach edukacyjnych i (od 1940) partyjnych. 1942-1943 II sekretarz rejonowego komitetu Komunistycznej Partii (bolszewików) Uzbekistanu (KP(b)U) w Termezie, w 1943 I sekretarz Kaszka-darskiego Komitetu Obwodowego Komsomołu, 1943-1946 III sekretarz Kaszka-darskiego Obwodowego Komitetu KP(b)U, 1946-1949 studiował w Wyższej Szkole Partyjnej przy KC WKP(b), 1949-1952 I sekretarz rejonowych komitetów partyjnych w obwodzie andiżańskim, 1952-1956 I sekretarz Komitetu Obwodowego KP Uzbekistanu w Kaszka-darii, a 1956-1961 w Andiżanie. Od 27 września 1961 do 20 lutego 1971 premier Uzbeckiej SRR. 1971-1975 I zastępca ministra sowchozów Uzbeckiej SRR, następnie na emeryturze. 1961-1978 kandydat na członka KC KPZR, deputowany do Rady Najwyższej ZSRR w latach 1954-1978.

## Odznaczenia
- Order Lenina (trzykrotnie)
- Order Czerwonego Sztandaru Pracy
- Order „Znak Honoru” (dwukrotnie)